# Дэмура, Фумио
Фумио Дэмура (яп. 出村 文男 Дэмура Фумио, 15 сентября 1938, Иокогама, Япония — 24 апреля 2023) — японский мастер и учитель боевых искусств, 9 дан Сито-рю, имеет звание сихан.

## Биография
Родился 15 сентября 1938 года в Иокогаме, Япония.
В 8 лет он начал изучать боевые искусства и приступил к тренировкам по карате под руководством Рюсё Сакагами в направлении Сито-рю Итосу Кай, когда ему было 12. Дэмура получил чёрный пояс в 1956 году и выиграл Восточнояпонский чемпионат по карате в 1957 году. В начале 1958 года Дэмура начал подготовку в кобудо (окинавское искусство обращения с оружием); подготовкой руководил сэнсэй Синкэн Taйрa. Дэмура славился своими способностями в качестве инструктора по оружию и тем, что учил боевым искусствам известных актёров, таких как Брюс Ли. В 1965 году Дэмура и Дан Иван (Dan Ivan) приехали в США, чтобы преподавать и содействовать распространению стиля карате Сито-рю.
В последующие годы получил международное признание благодаря показам боевых искусств в южной Калифорнии и Лас-Вегасе. Также стал главным инструктором Сито-рю Итосу Кай в США. Во время своего пребывания в Лас-Вегасе обучал Стивена Сигала.
Получил многочисленные награды и был признан американскими и международными сообществами боевых искусств. В 2005 году он отметил свой 40-й год в Соединённых Штатах в качестве мастера и учителя боевых искусств. В 2003 году Дэмура стал президентом и главным инструктором направления Сито-рю Гэмбу Кай, отделившегося от Итосу Кай, и по состоянию на конец 2009 года продолжал занимать эти должности.
Жил в Южной Калифорнии, но проводил большую часть своего времени в турах (в США и за рубежом) в качестве учителя и официального гостя. Он обучает карате студентов во многих штатах США и более чем в 24 странах. Несмотря на то, что он прожил в Соединённых Штатах более 40 лет, Дэмура остаётся японским гражданином, но очень хорошо говорит по-английски. Оправившись от небольших проблем с сердцем, он долгое время путешествовал по миру, посещая разнообразные додзё, где преподаётся стиль Гэмбу Кай, проводя семинары по карате и кобудо и снимаясь в фильмах.
Номинирован в категории «Living Legend» (Живая Легенда) на «The Warrior Within 2010 Award Show».
Умер 24 апреля 2023 года в возрасте 84 лет.